# ウェリテス

ウェリテス

ウェリテス（ラテン語: Velites）とは、共和政ローマ初期～後期におけるローマ軍の歩兵の一種。軽装歩兵で、軍団兵が戦陣に投入される前に活動する散兵として展開した。はじめは主にローマ市民の中で資産のない者あるいは年若い者が務めていたが、しだいにアウクシリアとしてローマ市民権を持たない志願兵や同盟部族が担うようになっていった。

## 概要

### 装備
ウェリテスは軽装歩兵であり、軽装の胴鎧に青銅製の兜、グラディウス（剣）とプギオ（短剣）、盾、そして投げ槍を数本のみもって戦場に赴いた。この当時の共和政ローマでは兵士は自らの装備を自前で購入する事が前提となっており、このような軽装なウェリテスはローマ市民の中でも比較的資産の少ない者が務めた。またポリュビオスによればウェリテスは若い者が務めたともいう。盾は重装歩兵のものと違い丸い軽いもので、上記の装備に加えて時折脛当ても装備する者もいた。このように軽装であるためローマ軍の中では最も機動力に富む兵士であった。

### 戦術
ポリュビオスによれば、彼らはローマ軍団の各マニプルス（中隊）に配備されていたといい、研究者の間でも定説として受け入れられている。他の軍団兵とは異なりウェリテスは狼の毛皮を兜の上にまとって自らを識別していたと言われている。
ローマ軍の主力は重装歩兵で、ウェリテスは彼らの前に投入され、閑散な隊列を展開して投げ槍、石を投げたとされる。重装歩兵は、一般的に突入前に槍（ピルム）を一斉射撃し、敵陣に斬り込むが、ピュロスやカルタゴが戦象を投入してきたのに対し、ピルムを温存して戦象相手に使うことを学習し、ウェリテスの投げ槍（テルム）と連携して攻撃していた。スキピオ・アフリカヌスは、ヒスパニア戦役や、ザマの戦いのハンニバルの戦象に対してウェリテスを有効活用している。

### 終焉
その後、ローマ軍はマリウスの軍制改革により資産による兵士の区分の垣根がなくなり、武具が国より支給される事となった。また兵装、訓練の均一化により作戦展開能力が向上、またウェリテスはアウクシリアとしてローマ市民権を持たない属州民の志願兵や同盟部族（ガリア人、ゲルマン人など）が務めるようになる。このような流れで戦場においてウェリテスが果たす役割は後退し、その存在はローマ軍から消えた。

## 再評価
2000年にアレクサンダー・ジュモディコフが発表した論文で、共和政中期のローマ軍団は、突入前の一斉射撃だけでなく、ピルムを随時使用していたのではないかという推測がなされてから、ピルムの役割が見直され、軍団の戦術について再評価が行われているが、従来説を覆せる程の根拠は史料からは読み取れない。ただし、ピルムではなく、ウェリテスのテルムによる援護射撃を、戦列を入れ替える時間稼ぎや、敵を足止めする目的で、戦闘中に随時利用していた可能性があり、時には敵の司令官を撃ち殺したことがあるとする説も出てきている。